# Erica Schwarz
Erica Schwarz (auch: Erika Schwarz, Erika Deglmann, Erika Deglmann-Schwarz, Erika Zimmermann-Schwarz; * 13. August 1905 in Weilheim in Oberbayern; † 12. November 1983 in Berchtesgaden) war eine deutsche Schriftstellerin.

## Leben
Erica Schwarz war Verfasserin von Jugendbüchern, Gedichten sowie Reiseführern und alpinistischen Sachbüchern.
Sie wurde begraben auf dem Bergfriedhof in Schönau am Königssee.

## Werke
- Alte Städte, stille Winkel, Berlin 1930 (unter dem Namen Erika Schwarz)
- Die Sternschnuppe, München 1931 (unter dem Namen Erika Schwarz, zusammen mit Anita Börne)
- Berchtesgadener Schiführer und Schiberater, Berchtesgaden 1935 (unter dem Namen Erika Schwarz)
- Skimädel, so gefällst Du mir!, Leipzig 1935 (unter dem Namen Erika Schwarz)
- Weiße Segel, goldne Sonne, Berlin 1935 (unter dem Namen Erika Schwarz)
- Brigitte wird Bäuerin, Leipzig 1936 (unter dem Namen Erika Schwarz)
- Irmel findet neue Freunde, Leipzig 1937 (unter dem Namen Erika Schwarz)
- Zitronen und Tomaten, Berlin 1937 (unter dem Namen Erika Schwarz)
- Auf stillen Schwarzwaldpfaden, München-Pullach 1938 (unter dem Namen Erika Schwarz)
- Jahrlauf in Berchtesgaden, München 1938 (unter dem Namen Erika Schwarz)
- Salzburg – herrliches Land, bezaubernde Stadt, Bayreuth 1939 (unter dem Namen Erika Deglmann-Schwarz)
- Salzburg und das Salzkammergut, Berlin 1939 (unter dem Namen Erika Schwarz)
- Serenade in Salzburg, Berlin 1939 (unter dem Namen Erika Schwarz)
- Zum Großglockner hinauf (= Die deutschen Bücher), Berlin: Ludwig Simon, [ca. 1939] (unter dem Namen Erika Schwarz)
- An dich im Felde, Berlin 1941 (unter dem Namen Erika Deglmann-Schwarz)
- Rund um den Untersberg, München 1941 (unter dem Namen Erika Schwarz)
- Berchtesgadener Alpen, München 1949 (unter dem Namen Erika Schwarz, zusammen mit Franz Grassler)
- Bei uns in Berchtesgaden, Berchtesgaden 1952 (unter dem Namen Erika Schwarz)
- Midi am Start, Hannover [u. a.] 1955 (unter dem Namen Erika Schwarz)
- Sonne, Segel, Sommerwind, Hannover 1955 (unter dem Namen Erika Deglmann)
- Spezialführer Berchtesgadener Land, Berchtesgaden 1955 (unter dem Namen Erika Schwarz)
- Ramsauer Welt, Tittmoning, Obb. 1956 (unter dem Namen Erika Deglmann-Schwarz)
- Wie Edel in den Tierpark kam, Hannover 1956 (unter dem Namen Erika Deglmann)
- Zwischen Glockner und Gardasee, Hannover [u. a.] 1956 (unter dem Namen Erika Schwarz)
- Din am Wörthersee, Hannover 1957 (unter dem Namen Erika Deglmann)
- Kleiner Freund Marmotte, Hannover 1958 (unter dem Namen Erika Schwarz)
- Glück in den Tauern, München 1959 (unter dem Namen Erica Schwarz)
- Urlaub in den deutschen Alpen, Gütersloh 1962 (unter dem Namen Erica Schwarz)
- Bad Reichenhall – Sole und Salz, Bad Reichenhall 1963 (unter dem Namen Erica Schwarz)
- Mit Bergen leben, Berchtesgaden 1963 (unter dem Namen Erica Schwarz)
- Urlaub im Schwarzwald, Gütersloh 1963 (unter dem Namen Erica Schwarz)
- Engadin, Bayreuth 1964 (unter dem Namen Erica Schwarz)
- Barbi Henneberger, Berlin [u. a.] 1965 (unter dem Namen Erica Schwarz)
- Bad Reichenhall, weltberühmt durch Sole, Freilassing 1966 (unter dem Namen Erica Schwarz, zusammen mit Ernst Baumann)
- Skiurlaub in den Alpen, Gütersloh (unter dem Namen Erica Schwarz)
  - 1. Deutschland, Schweiz, Frankreich, 1966
  - 2. Italien, Österreich, Jugoslawien, 1966
- Berchtesgaden, Land im Gebirge, Freilassing 1967 (unter dem Namen Erica Schwarz, zusammen mit Ernst Baumann)
- Die Isar, Freilassing in Bayern 1970 (unter dem Namen Erica Schwarz, zusammen mit Erika Groth-Schmachtenberger)
- Salzburg, Freilassing 1971 (unter dem Namen Erica Schwarz, zusammen mit Wolfgang Schütz)
- Mein kleiner Freund, Hannover 1972 (unter dem Namen Erika Schwarz)
- Wege und Gipfel im Berchtesgadener Land, Freilassing 1972 (unter dem Namen Erica Schwarz, zusammen mit Josef Wegner)
- Arbeit im Gebirge, Freilassing 1973 (unter dem Namen Erica Schwarz)
- Volkskunst zwischen Inn und Salzach, Freilassing 1973 (unter dem Namen Erica Schwarz, zusammen mit Nikolai Molodovsky)
- Bayerisches Salz, Freilassing 1976 (unter dem Namen Erica Schwarz, zusammen mit Josef Wegner)
- Tracht und bäuerliche Auszier, Freilassing 1976 (unter dem Namen Erica Schwarz, zusammen mit Nikolai Molodovsky)
- Berchtesgadener Handwerkskunst, Freilassing 1977 (unter dem Namen Erica Schwarz, zusammen mit Nikolai Molodovsky)
- Nationalpark Berchtesgaden, Berchtesgaden 1983 (unter dem Namen Erika Schwarz)
- Der Königssee, Berchtesgaden 1998 (unter dem Namen Erica Schwarz)